# Isabel (genus)
Isabel is een geslacht van wantsen uit de familie van de Miridae (Blindwantsen). Het geslacht werd voor het eerst wetenschappelijk beschreven door George Willis Kirkaldy in 1902.

## Soorten
Het genus bevat de volgende soort:

- Isabel ravana (Kirby, 1891)